# Jamison Green
Jamison "James" Green (Oakland, 8 de novembro de 1948) é um ativista dos direitos dos transgêneros, autor e educador com foco em assuntos políticos.
Green começou a viver abertamente como homem trans no final da década de 1980 e é considerado um dos poucos homens transgênero assumidos da época. Ele começou a defender a proteção legal de trabalhadores transgênero em 1989 e, desde então, atuou em diversos conselhos, incluindo o do Transgender Law and Policy Institute. Em 2004, Green escreveu o livro "Becoming a Visible Man", que ganhou o prêmio Sylvia Rivera.

## Ativismo transgênero
Green é conhecido como um ativista pela proteção legal, acesso médico, segurança, direitos civis e dignidade de pessoas transgênero e transexuais. "Green tem estado na vanguarda da elaboração de políticas públicas de saúde para pessoas transgênero", segundo o NewNowNext. "Seus escritos têm sido usados para lançar as bases para práticas antidiscriminação e cobertura de seguros para pessoas transgênero em todo o país."
Ele começou a apresentar o tratamento justo de trabalhadores transgêneros em 1989. Green continuou seu trabalho de advocacia e na década de 1990 tornou-se "conhecido nos EUA e no exterior por seu ativismo transgênero". Green assumiu a redação do boletim informativo da FTM após a morte de Lou Sullivan em 1991. O boletim abordava as "complexas necessidades legais, médicas e sociais gerais" dos homens trans. Ele foi o líder da FTM International de março de 1991 a agosto de 1999.
Green transformou um grupo de apoio a homens transgênero em São Francisco numa organização global e, em 1994, escreveu um relatório sobre a discriminação contra pessoas transgênero para a Comissão de Direitos Humanos de São Francisco.
Ele publicou vários ensaios e artigos, escreveu uma coluna para PlanetOut.com e apareceu em oito documentários.
Green atuou nos conselhos do Transgender Law and Policy Institute e do Equality Project, foi membro do conselho consultivo do National Center for Transgender Equality e presidiu o conselho de Gender Education and Advocacy. Ele atuou como presidente da World Professional Association for Transgender Health de 2014 a 2016.
Green ajudou a estabelecer o Índice de Igualdade Corporativa da Human Rights Campaing em 2002, e foi membro do Conselho Empresarial da organização até o final de 2007, quando renunciou devido à posição da organização sobre a inclusão de transgêneros na Lei de Não Discriminação no Emprego.
Em 2007, Green fundou um grupo de consultoria que trabalha com empresas, educadores e o governo em treinamento e trabalho político para pessoas transgênero  chamado Transgender Strategies Consulting.
Com base na sua experiência como activista, Green obteve o seu doutoramento em Direito da Igualdade pela Universidade Metropolitana de Manchester, na Inglaterra, em 2011.

## Becoming a Visible Man
Green escreveu Becoming a Visible Man em 2004. O livro combina duas vertentes: uma escrita autobiográfica sobre a transição de Green de lésbica para bissexual trans, além de comentários mais amplos sobre o status dos homens transexuais na sociedade. Em artigo no The New York Times, Jennifer Finney Boylan o descreveu como "o primeiro grande livro de memórias de um homem trans".
O livro recebeu o Prêmio Sylvia Rivera de 2004 de melhor livro em Estudos Transgêneros do Centro de Estudos Lésbicos e Gays (em inglês: The Center for LGBTQ Studies) e também foi finalista do Prêmio Literário Lambda de 2004.
Em 2020, Green publicou uma nova edição do livro pela Universidade Vanderbilt Press. Em 2019, o portal NewNowNext descreveu o livro como "ainda canônico na literatura transgênero. Parte autobiografia, parte teoria de gênero, o livro não apenas abraça pessoas transgênero em seus primeiros passos de vida abertamente, se assim o desejarem; ele desafia leitores cisgêneros a questionar suas próprias identidades."

## Prêmios e indicações
Em 2009, Green foi a primeira pessoa transgênero a receber o Prêmio de Serviço Distinto da Associação de Psiquiatras Gays e Lésbicas.

## Vida pessoal
Green iniciou sua transição médica no final da década de 1980 com a intenção de viver abertamente sobre seu status transgênero. Ele é considerado um dos poucos homens transgêneros publicamente assumidos daquela época.
Green vive no noroeste do Pacífico com sua esposa, Heidi. Ele é bissexual.

## Obra publicada
- 2004: Becoming a Visible Man (em inglês) - Universidade Vanderbilt Press